# ريان واتسون (لاعب كريكت)
ريان واتسون (12 نوفمبر 1976 في زيمبابوي - ) (بالإنجليزية: Ryan Watson)‏ هو لاعب كريكت بريطاني. شارك مع منتخب اسكتلندا الوطني للكريكت.

## وصلات خارجية
- ريان واتسون على موقع إي آس بي آن كريك إنفو (الإنجليزية)